# Mohamed Karrat
 (mai 2016).
 (mai 2016).
Mohamed Karrat, né le 24 mai 1969 à Casablanca, est un réalisateur marocain. 
Il est le premier superviseur des effets visuels au Maroc[source secondaire souhaitée]. Mohamed Karrat a réalisé une série et des téléfilms pour la télévision marocaine. Son premier long métrage, Nhar Tzad Tfa Dow mêle comédie et fantastique. En 2015, il signe son deuxième long-métrage, Un pari pimenté, une comédie sentimentale, sélectionnée au Festival international du film de Marrakech.

## Carrière
À la suite de la sortie de son court-métrage L'Autre, Mohamed Karrat réalise Al Bouâd Al Akhar (Sixième sens), une série alliant le fantastique au réalisme de tous les jours et qui rencontre du succès[réf. nécessaire]. Première série de genre utilisant des effets spéciaux spectaculaires au Maroc[réf. nécessaire], elle reçoit deux prix au Festival du Caire et un prix au festival Noujoum Bladi[réf. nécessaire]. Il réalise également des téléfilms pour la télévision marocaine. 
Son premier long-métrage, Nhar Tzad Tfa Dow, atteint la tête du box office marocain[réf. nécessaire], mêlant comédie et fantastique. Il apporte une nouvelle approche[réf. nécessaire] où la science-fiction, les effets spéciaux et les trucages font une apparition plutôt bien accueillie par le public et les téléspectateurs[réf. nécessaire]. Avec son deuxième long-métrage Un pari pimenté, il signe une comédie sentimentale. Le film est sélectionné au Festival international du film de Marrakech en section « Coup de cœur » en décembre 2014 et d’autres festivals nationaux et internationaux comme le Festival des films du monde de Montréal en 2015.

## Filmographie

### Réalisation
- 2002 : L'Autre (court métrage)
- 2003 : Le Cadeau (court métrage)
- 2004 : C comme Canada, téléfilm produit par 2M
- 2005 : Chaouch, téléfilm produit par 2M
- 2006 à 2009 : série L'Autre Dimension, production 2M
- 2011 : N8ar Tzad Tfa Dow, long métrage
- 2013 : Latefa baada wadifa, téléfilm produit par 2M
- 2015 : Un pari pimenté, long métrage
- 2018 : Petits Rêves, long métrage

### Superviseur des effets visuels
- Jaouhara, de Saad Chraibi
- La 5e Corde, de Salma Bargache
- Andalousia mon amour, de Mohamed Nadif
- Femme écrite, de Lahcen Zinoune
- L'Autre Dimension, de Mohamed Karrat
- N8ar Tzad Tfa Dow, de Mohamed Karrat
- Un pari pimenté, de Mohamed Karrat

### Montage virtuel numérique
- Long métrage Casablanca by Night, de Mustapha Darkaoui
- Court métrage L'Autre, de Mohamed Karrat
- Court métrage Le Cadeau, de Mohamed Karrat
- Long métrage YMMA, de Rachid El Ouali
- Téléfilm Chaouch, de Mohamed Karrat
- La série L'Autre Dimension, de Mohamed Karrat
- Long métrage N8ar Tzad Tfa Dow, de Mohamed Karrat
- Téléfilm Latefa baada wadifa, de Mohamed Karrat
- La série Nass Lhouma, de Rachid El Ouali
- Long métrage Un pari pimenté, de Mohamed Karrat

### Scénariste
- Court métrage L'Autre
- La série L'Autre Dimension (quatre saisons)
- Long métrage N8ar Tzad Tfa Dow
- Long métrage Un pari pimenté
- Projet de long métrage Petits rêves